# Potamonautes
Potamonautes is een geslacht van kreeftachtigen uit de klasse van de Malacostraca (hogere kreeftachtigen).

## Soorten
- Potamonautes acristatus Bott, 1955
- Potamonautes adeleae Bott, 1968
- Potamonautes adentatus Bott, 1955
- Potamonautes alluaudi (Bouvier, 1921)
- Potamonautes aloysiisabaudiae (Nobili, 1906)
- Potamonautes amalerensis (Rathbun, 1935)
- Potamonautes anchietae (Brito Capello, 1870)
- Potamonautes antheus (Colosi, 1920)
- Potamonautes ballayi (A. Milne-Edwards, 1886)
- Potamonautes barbarai Phiri & Daniels, 2014
- Potamonautes barnardi Phiri & Daniels, 2014
- Potamonautes bayonianus (Brito Capello, 1864)
- Potamonautes bellarussus Daniels, Phiri & Bayliss, 2014
- Potamonautes berardi (Audouin, 1826)
- Potamonautes biballensis (Rathbun, 1905)
- Potamonautes bipartitus (Hilgendorf, 1898)
- Potamonautes bourgaultae Cumberlidge & Meyer, 2011
- Potamonautes brincki (Bott, 1960)
- Potamonautes calcaratus (Gordon, 1929)
- Potamonautes choloensis (Chace, 1953)
- Potamonautes clarus Gouws, Stewart & Coke, 2000
- Potamonautes congoensis (Rathbun, 1921)
- Potamonautes dentatus Stewart, Coke & Cook, 1995
- Potamonautes depressus (Krauss, 1843)
- Potamonautes didieri (Rathbun, 1904)
- Potamonautes dubius (Brito Capello, 1864)
- Potamonautes dybowskii (Rathbun, 1905)
- Potamonautes ecorssei (Marchand, 1902)
- Potamonautes elgonensis Cumberlidge & Clark, 2010
- Potamonautes emini (Hilgendorf, 1892)
- Potamonautes flavusjo Daniels, Phiri & Bayliss, 2014
- Potamonautes gerdalensis Bott, 1955
- Potamonautes gonocristatus Bott, 1955
- Potamonautes granularis Daniels, Stewart & Gibbons, 1998
- Potamonautes holthuisi Cumberlidge & Meyer, 2010
- Potamonautes idjwiensis (Chace, 1942)
- Potamonautes ignestii (Parisi, 1923)
- Potamonautes infravallatus (Hilgendorf, 1898)
- Potamonautes jeanneli (Bouvier, 1921)
- Potamonautes johnstoni (Miers, 1885)
- Potamonautes kensleyi Cumberlidge & Tavares, 2006
- Potamonautes kundudo Cumberlidge & Clark, 2012
- Potamonautes laetabilis (De Man, 1914)
- Potamonautes langi (Rathbun, 1921)
- Potamonautes lindblomi (Colosi, 1924)
- Potamonautes lipkei Ďuriš & Koch, 2010
- Potamonautes lirrangensis (Rathbun, 1904)
- Potamonautes lividus Gouws, Stewart & Reavell, 2001
- Potamonautes loashiensis Bott, 1955
- Potamonautes loveni (Colosi, 1924)
- Potamonautes loveridgei (Rathbun, 1933)
- Potamonautes lueboensis (Rathbun, 1904)
- Potamonautes machadoi Bott, 1964
- Potamonautes macrobrachii Bott, 1953
- Potamonautes margaritarius (A. Milne-Edwards, 1869)
- Potamonautes minor Bott, 1955
- Potamonautes montivagus (Chace, 1953)
- Potamonautes mulanjeensis Daniels & Bayliss, 2012
- Potamonautes mutandensis (Chace, 1942)
- Potamonautes mutareensis Phiri & Daniels, 2013
- Potamonautes namuliensis Daniels & Bayliss, 2012
- Potamonautes neumanni (Hilgendorf, 1898)
- Potamonautes niloticus (H. Milne Edwards, 1837)
- Potamonautes obesus (A. Milne-Edwards, 1868)
- Potamonautes odhneri (Colosi, 1924)
- Potamonautes paecilei (A. Milne-Edwards, 1886)
- Potamonautes parvicorpus Daniels, Stewart & Burmeister, 2001
- Potamonautes parvispina Stewart, 1997
- Potamonautes perlatus (H. Milne Edwards, 1837)
- Potamonautes perparvus (Rathbun, 1921)
- Potamonautes pilosus (Hilgendorf, 1898)
- Potamonautes platycentron (Hilgendorf, 1897)
- Potamonautes platynotus (Cunnington, 1907)
- Potamonautes principe Cumberlidge, Clark & Baillie, 2002
- Potamonautes punctatus Bott, 1955
- Potamonautes raybouldi Cumberlidge & Vannini, 2004
- Potamonautes regnieri (Rathbun, 1904)
- Potamonautes reidi Cumberlidge, 1999
- Potamonautes rodolphianus (Rathbun, 1909)
- Potamonautes rothschildi (Rathbun, 1909)
- Potamonautes rukwanzi Corace, Cumberlidge & Garms, 2001
- Potamonautes schubotzi (Balss, 1914)
- Potamonautes semilunaris Bott, 1955
- Potamonautes senegalensis Bott, 1970
- Potamonautes sidneyi (Rathbun, 1904)
- Potamonautes stanleyensis (Rathbun, 1921)
- Potamonautes subukia Cumberlidge & Dobson, 2008
- Potamonautes suprasulcatus (Hilgendorf, 1898)
- Potamonautes triangulus Bott, 1959
- Potamonautes unispinus Stewart & Cook, 1998
- Potamonautes unisulcatus (Rathbun, 1933)
- Potamonautes walderi (Colosi, 1924)
- Potamonautes warreni (Calman, 1918)
- Potamonautes williamsi Cumberlidge & Clark, 2010
- Potamonautes xiphoidus Reed & Cumberlidge, 2006